# 宮田正直
宮田 正直（みやた まさなお、1972年7月31日 - ）は、大阪府松原市出身の元プロ野球選手（投手）。右投右打。引退時の身長体重は173cm、79kg。

## 来歴
上宮高時代は、1学年上に元木大介、種田仁、小野寺在二郎がおり、1学年下には薮田安彦、中村豊、市原圭、久保孝之、2学年下には西浦克拓、黒田博樹、筒井壮がいた。
2年次の1989年に、主戦投手として第61回選抜高等学校野球大会に出場した。1回戦で市立柏高を3失点完投で下すと、2回戦の北陸高には5安打完封勝利、準々決勝では大越基を擁する仙台育英高に5安打2失点完投で大越に投げ勝った。準決勝の横浜商業高戦では2度目の完封勝利を果たし、東邦高との決勝戦を迎えた。山田喜久夫との投手戦となり1-1で延長戦に入り、10回表に上宮が1点勝ち越した10回裏、先頭に死球を許すも併殺で2死無走者となったが、ここから崩れてしまう。早く終わって楽になりたい、あと1人と焦ってしまい、ここから四球に安打で、2死1、2塁とされ、次打者にも同点の適時打を浴び、ランダウンプレイが乱れてエラーとなり、悪夢の逆転サヨナラ負けを喫し準優勝に終わった（第61回選抜高等学校野球大会決勝を参照）。同年夏の第71回全国高等学校野球選手権大会にも出場。1回戦の丸子実業高を3失点完投勝利。2回戦の東亜学園高には6安打完封の1-0の勝利、3回戦の八幡商業高には6回1失点の15-1と勝利を重ね、準々決勝は再び大越基を擁する仙台育英との試合となった。だが、0-2で迎えた7回表に8連打を浴び7失点してしまい、打線も9安打しながら2点に抑えられ、2-10の大敗を喫した。
3年次の1990年は、2年連続での甲子園出場を目指したが、センバツを逃し、夏は大阪府予選決勝で公立の渋谷高に4-6で敗れる。この試合は、渋谷の2年生の三塁手・中村紀洋に1回に先制2ラン本塁打を、3回には加点となる2ラン本塁打をバックスクリーンに打ち込まれ、4回からリリーフした中村に6回5安打に抑えられたものである。
1990年オフ、ドラフト外で福岡ダイエーホークスとプロ契約を結び入団することとなった。経緯としては、宮田自らが球団に働きかけ、監督の山上烈が伊藤四郎スカウトと交渉したものであり、ドラフト外に契約金なしとする伊藤を山上が説得、400万円の契約金を獲得している。
1993年、1軍開幕ベンチ入りを果たしたものの開幕直前に二軍に入れ替わる等の不運もあり、一軍公式戦への出場がないまま1995年限りで現役を引退する。背番号66は、翌年から入団する斉藤和巳に引き継がれた。
現役引退後は、1996年から打撃投手に転じる。1999年3月21日午前、福岡ドームでの阪神タイガースとのオープン戦前の打撃練習参加中に打球が右側頭部を直撃し、外傷性くも膜下出血及び後遺症の高次脳機能障害を発症するも復帰、2008年まで務める。現在は、先乗りスコアラーに転じている。
なお、後遺症のため上宮高校野球部時代及び準優勝した甲子園の決勝のことや元木、種田ら当時のチームメイトのことなどの記憶の大部分を喪失していると言われている。

## 詳細情報

### 年度別投手成績
- 一軍公式戦出場なし

### 背番号
- 66（1991年 - 1995年）
- 111（1996年 - 2008年）